# 패트릭 버긴
패트릭 버긴(영어: Patrick Bergin, 1951년 2월 4일 ~ )은 아일랜드의 배우이다.

## 출연 작품
- 에이지 오브 킬 - 알리스테어 몬크리프 역
- 프리 파이어 - 호위 역
- 위 스틸 스틸 더 올드 웨이